# Iwan Podriebinkin
Iwan Siergiejewicz Podriebinkin (ros. Иван Сергеевич Подребинкин; ur. 3 lipca 1993) – rosyjski siatkarz, grający na pozycji atakującego. 

## Sukcesy klubowe
Puchar CEV:
- 2021

Mistrzostwo Rosji:
- 2021

## Sukcesy reprezentacyjne
Mistrzostwa Świata U-23:
- 2015[2]